# 油旺地區規劃研究
油旺地區規劃研究（英語：Yau Mong District Study）是由市區重建局於2017年5月推行的研究計畫，內容為針對香港油麻地及旺角兩區的市區重建計劃，結果已於2021年9月公佈。該規劃研究範圍為北起界限街、南至佐敦道、東起染布房街、西至深旺道、渡船街，共佔地212頃。

## 背景
油旺地區規劃研究是由市區重建局於2017年5月推行的研究計劃，其目的為探討油麻地及旺角兩個舊區的土地使用效益及復修模式，以更佳方法善用土地，應付社會各種發展需要。研究涵蓋範圍約為212公頃，涉及約3,300座樓宇，當中超過80%，即2,700多幢樓宇的樓齡為30年或以上。整體樓宇中超過50%，即1,700多幢樓宇的樓齡更為50年以上。
研究包括區內基準研究、規劃及契機分析、市區更新總綱概念藍圖及策略的不同方案三個階段，合共兩年，預計於2019年中完成。
根據市建局在油尖旺區議會發佈的文件，研究建議將油麻地及旺角勾畫成數個「更新大綱發展概念藍圖」，以區內樓宇用途、密度、人口及土地用途等劃分地域範圍，再制定詳細的市區更新計劃及策略方案建議。

## 油尖旺目前市區狀況

### 市區密度過高
根據政府統計處2011年香港人口普查統計資料，油尖旺區的居住人口為307,878人，以每平方公里計算，人口密度為44,045人，遠高於全港人口密度每平方公里為6,544人的平均數字。，比全港人口密度高約6.5倍，是全香港、以至全世界人口密度最高的地區之一。

### 休憩用地嚴重不足
現時油麻地，旺角兩區的休憩用地嚴重不足。據思匯2017年公佈的休憩用地研究，現時旺角（每人0.6平方米）及油麻地（每人1.5平方米）兩區的休憩用地，均遠低於目前香港的規劃標準（每人2.2平方米）。

### 交通負荷過高
運輸署的研究顯示，旺角平均每日因上班，上學及其他原因而衍生的交通流量高達100萬。同時，旺角及油麻地兩區亦是兩個吸收最多旅客觀光及購物的地區之一，單是旺角女人街／波鞋街及油麻地廟街每年就已經吸收了14％的總旅客流量。旺角交通繁忙，路面擠塞情況亦非常嚴重。據九巴員工協會理事長李國華稱，來往天恆邨總站至旺角柏景灣的265B路線，由銘基書院往旺角街市，平時一分鐘車程，遇上大塞車可塞足一小時。

### 空氣污染嚴重
油旺大廈密集，交通流量高企，在「街谷效應」下，一般及路邊空氣污染均長期處於極高企的水平。據旺角路邊監測站（位於彌敦道）的2016年數據顯示，微細懸浮粒子(PM2.5)、可吸入懸浮粒子(PM10)及二氧化氮(NO2)等三種主要空氣污染物的濃度，每日平均有超過18小時超過世界衛生組織的年均標準。

### 區內其他大型計劃

#### 洗衣街水務署重建
油尖旺區議會通過「洗衣街及旺角東站政府用地發展計劃」，將興建一高兩矮的建築物，中間的商廈將樓高75層、最高320米，提供辦公室、酒店、零售及娛樂等用途。規劃署預計2020年開始動工，建成後將超越樓高255.1米、共60層的朗豪坊辦公大樓，成為九龍第二高建築物，僅次於有118層的環球貿易廣場。

#### 旺角超級天橋
政府建議的行人天橋系統旨在紓緩區內行人路的擠迫情況、改善行人環境、加強旺角中心區行人通道的連接性、減少人車爭路及改善行人安全。政府建議的行人天橋系統主要包括:
- 亞皆老街段行人天橋(長約六百二十米) - 沿亞皆老街由塘尾道行人天橋伸延至黑布街。
- 塘尾道段行人天橋(長約一百七十米) - 沿塘尾道由塘尾道行人天橋伸延至福全街。

## 油尖旺目前重建狀況
- 已有項目[13]：朗豪坊，麥花臣體育場館，洗衣街(SKYPARK)，窩打老道8號
- 進行中項目[13]：新填地街

## 研究方向

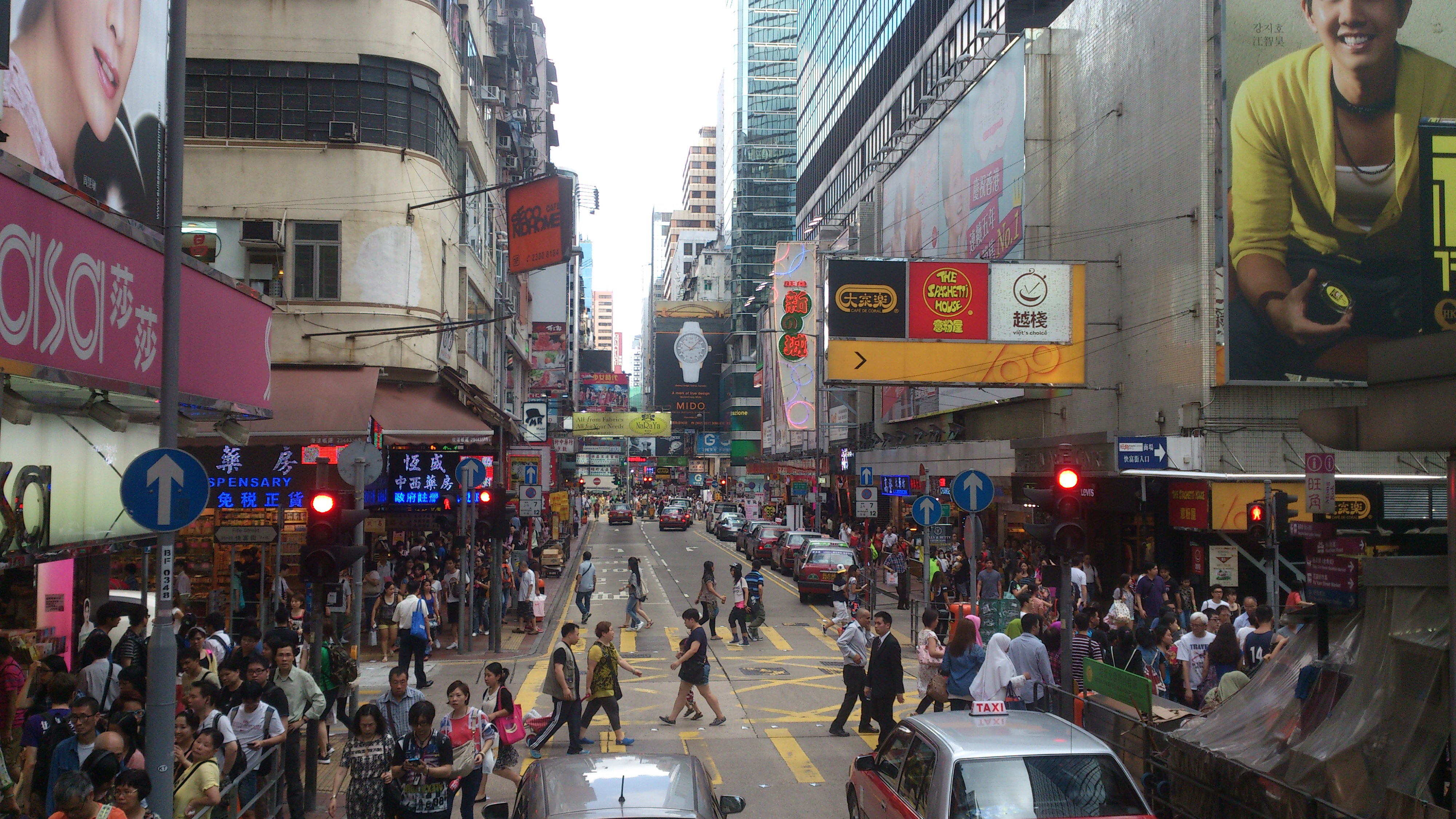
油尖旺區人口稠密，2011年人口普查統計顯示人口密度為每平方公里44,045人。

市區重建局行政總監韋志成接受有線新聞訪問時表示，不可能重建油麻地及旺角兩區全數的舊樓，但可以定出先後次序：先保留油麻地及旺角的一些有地區特色或歷史建築，例如雀仔街（康樂街）、女人街和廟街等。韋續稱，根據分區計劃大綱圖，這些地方剩餘的地積比合共有900萬平方呎，針對這些剩餘的地積比，是否可以用於在其他地方作重建，市建局認為有三個方案可考慮：
| 名稱               | 零方案                                              | 正方案                                                           | 負方案                                                            |
| ------------------ | --------------------------------------------------- | ---------------------------------------------------------------- | ----------------------------------------------------------------- |
| 方向               | 不修改法例，將全區剩餘900萬呎地積比轉移至重建的大廈 | 修改法例，放寬建築物條例及地積比限制，可以重建成較高和較密的新樓 | 不用剩餘地積比，最終降低油旺的密度                                |
| 市建局認為可取之處 | 新建大廈可以建高一點                                | 市建局財政壓力較少                                               |                                                                   |
| 市建局認為不足之處 |                                                     | 要解決交通基建等問題                                             | 市建局財政負擔較大； 因為單位沒有增加，可能要找額外土地安置重建戶 |

然而，早在顧問研究提出三個方案以前，市建局行政總監韋志成已經多次在個人網誌表示指市建局有需要探討新策略，「看一看（油旺）哪些地方可以將密度增加，提高地積比；哪些可以做改劃，又或者轉移地積比，透過不同的規劃手段提升重建潛力」。韋志成指未來油旺研究的方向可以從規劃層面上實行轉移地積比，儲存已收購但未使用的地積比，或轉移至其他具潛力的重建地盤。

## 研究結果
市建局在2021年9月發佈研究結果，其規劃願景是「重塑油旺成為一個宜居、可持續、多元化及具活力的都市核心圈」
- 5個市區更新潛力地區：旺角「動力商貿區」（東／西）、大角咀「綠悠社區」、油麻地「歷史文化生活區」（南／北）
  - 5個發展節點：旺角東水渠道城市水道、旺角東亞皆老街商貿／聯繫樞紐、旺角西旺角街市更新活化、油麻地北油麻地果欄及油麻地南西九龍門戶綜合發展

## 爭議

### 地積比轉移
油麻地及旺角區擁有大量超過50年樓齡的舊樓，估計佔該區整體樓宇數量約五成，當中不少更超出現行城市規劃或建築物條例准許的發展密度。市建局行政總監韋志成曾在網誌表示油旺兩區樓宇約有四分之一、即超過800幢舊樓已用盡地積比率，甚至達到「負數」，若發展這800幢舊樓，料錄得1380億元虧損。及後，市建局研究轉移地積比及儲存地積比的可能性。假如地契容許業主興建10層高的樓宇，但業主只興建9層，就可以將剩餘一層的地積比賣給其他重建的發展商，再利用該金額重新翻新樓宇。
然而，立法會建測規園界議員姚松炎指出，若准許舊區透過轉移地積比重建，肯定會較容易加快重建步伐，但預料會令市建局及發展商申請將較低價值地段未用盡的地積比，轉移至高價值地段，「由蝕本生意變為賺錢生意」，容易衍生官商利益轉移的機會，政府需公開有關資訊。本土研究社成員姚政希亦指出：市建局曾指這個建議可說是類似台灣容積比（相當於香港的地積比）轉移制度的經驗，但卻鮮有提及此轉移制度所帶來的種種副作用。姚政希指出早於1990年代，缺乏資金的台灣地方政府為徵收土地提供重建項目內的公共設施用地，在徵收土地時向地主發放「容積比證」，令政府能夠以低成本推展重建計劃。為了補償地主，政府容許「容積比證」交易，結果一方面令容積比集中到具經濟價值地區的地段，扯高市中心發展密度，另一方面形成「容積比證」炒賣市場，一發不可收拾。

### 民間團體質疑市建局先有預設結論
根據2011年實施的新《市區重建策略》，政府會在各個地區成立＜市區更新地區諮詢平台＞，以「地區為本」的原則，促進公眾參與及諮詢市區更新的事宜。民間團體質疑市建局在油旺地區規劃直接繞過成立〈市區更新地區諮詢平台〉的機制，自行進行《油旺地區規劃研究》，先制訂了整個油尖旺的重建計劃，才對社區持份者和公眾進行諮詢，舊區街坊自主促進組 （页面存档备份，存于）質疑整個諮詢根本是先有預設結論。

### 違反2030+發展方向
香港2030+指出，為實踐可持續發展，香港需要改造發展稠密的市區，以應對綠化，公共空間及公共設施不足的問題。另應提高公共空間與私人空間的協同效應，改善／重建未符合標準的措施。
據思匯2017年公佈的休憩用地研究，現時旺角（每人0.6平方米）及油麻地（每人1.5平方米）兩區的休憩用地，均遠低於目前香港的規劃標準（每人2.2平方米）。本土研究社認為2030+作為指導香港規劃方向的策略報告，清楚表明香港未來的城市發展必須朝著「宜居城市」的方向設計。策略報告明確提出要藉市區更新，改造舊市區擠迫的情況，空氣質素及噪音環境。具體措施包括在市區提供更多綠化及休憩用地，以提升舊區市民的生活質素。若市建局未來透過修改規劃條例，放寬油旺發展限制，允許在舊區興建更多單位，不但令兩區的人均休憩空間變得更低，更有違2030+「宜區城市」的發展原則。

## 外部連結
- 油旺地區規劃研究 （页面存档备份，存于） - 市區重建局網站（中文）
- 市區重建局油麻地及旺角地區研究（討論文件） （页面存档备份，存于） - 立法會發展事務委員會（中文）
- 必發道大型商廈項目 （页面存档备份，存于）
- 太子基隆街大型住宅重建 （页面存档备份，存于）